# Beth Winter
Pour les articles homonymes, voir Winter.
Bethan Winter (née le 4 octobre 1974) est une femme politique du Parti travailliste gallois. Elle est députée pour Cynon Valley de 2019 à 2024,.

## Biographie
Winter est née et grandit à Cynon Valley. Elle obtient un baccalauréat ès sciences en politique sociale et une maîtrise ès arts en études du logement, tous deux de l'Université de Bristol. Plus tard, elle devient chercheuse et obtient un doctorat de l'Université de Swansea. Elle parle gallois .
Winter travaille au RCT pour Shelter Cymru et à Penywaun comme agent communautaire, elle a également géré un club de jeunes et travaillé dans une banque alimentaire. Elle travaille pour l'Union des universités et collèges.
En entrant au Parlement après les élections générales de 2019, Winter est nommée Secrétaire parlementaire privé de Rachel Reeves qui est chancelière fantôme du duché de Lancastre bien qu'elle ait démissionné en septembre 2020 lorsqu'elle ne respecte pas la consigne travailliste et vote contre le projet de loi sur les opérations à l'étranger aux côtés de 18 autres travaillistes, dont deux autres titulaires de fonctions subalternes, Nadia Whittome et Olivia Blake.
Winter a trois enfants. Trois générations de sa famille ont participé aux grèves du climat de septembre 2019 à Senedd.